# Erzbistum Santiago de Compostela
Das Erzbistum Santiago de Compostela (lateinisch Archidioecesis Compostellana, spanisch Diócesis de Santiago de Compostela) mit Sitz in Santiago de Compostela wurde von Papst Kalixt II. 1120 zum Erzbistum erhoben. Es wird seit 2023 von Erzbischof Francisco José Prieto Fernández, Erzbischof emeritus ist  Julián Barrio Barrio.

## Geschichte
Der Bischof des vormaligen Bistums Iria verlegte seine Residenz nach der Entdeckung des Grabes Jakobus’ des Älteren zwischen 820 und 830 in die Stadt Santiago de Compostela. Dort befindet sich der Bischofssitz offiziell seit 1095. In diesen ersten Jahrhunderten breitete sich das Gebiet des Erzbistums entsprechend dem Fortschritt der Wiedereroberung (Reconquista) über das ganze Königreich León und einen Teil des Königreiches Kastilien aus, bis, schon in der Neuzeit, andere Erzbistümer gegründet wurden.
Während des Mittelalters übte der Erzbischof von Santiago de Compostela aufgrund eines von der Monarchie gewährten Privilegs die herrschaftliche Jurisdiktion über das Land von Santiago aus.